# Hesselager
Hesselager är en tätort i Svendborgs kommun i Region Syddanmark i Danmark. Tätorten har 822 invånare (2024). Den ligger på Fyn, cirka 14,5 kilometer nordost om Svendborg.